# ビデオナイター・ゴーゴードラゴンズ
『ビデオナイター・ゴーゴードラゴンズ』は、名古屋テレビで1977年頃 - 1987年の平日深夜に放送された、録画による中日ドラゴンズビジターゲームのプロ野球中継。主に火・水・木に放送。

## 概要

### 開始経緯
名古屋テレビは、ドラゴンズの親会社中日新聞社資本を持っていないが故にドラゴンズのお膝元でありながら同球団主催試合の放映権が与えられておらず、元々名古屋テレビが主に放送していた日本テレビ制作による後楽園球場の巨人対中日戦も、1973年の中京広域圏のネットワーク整理に伴い、同様に中日資本のない中京テレビ（ただし、設立には中日グループ企業も関与しているため、名古屋テレビよりは中日に近い立場だった）に一本化（当時）となったため、放送できなくなった。

### 内容
当番組はそれを解消するために開始されたプロ野球録画中継であり、主に名古屋テレビが業務提携するテレビ神奈川制作の大洋→横浜大洋主催及び名古屋テレビと同系列の朝日放送が業務提携するサンテレビ制作の阪神主催による中日ビジターゲームの中継放送（ちなみに中京広域圏ではそれらの試合が岐阜テレビ、三重テレビで生中継されていた）を正味50分弱に編集し、名古屋テレビの本社スタジオで解説者と聞き手のアナウンサーが進行するスタイルで放送していた。

### テーマ曲
オープニングテーマは当時のテレビ朝日系共通スポーツテーマ『朝日に栄光あれ』や朝日放送制作のスポーツ中継で使われた『ウィーンはいつもウィーン』（東海ラジオ『ガッツナイター』でも使用）ではなく、NHK紅白歌合戦の入場行進曲と同じ『乾杯の歌（スタインソング）』（ドイツ民謡）が用いられていた。

### 放送時間
なお、当番組の放送時間は、キー局のテレビ朝日では深夜ワイドショー（『23時ショー』・『トゥナイト』など）放送していた時間帯であったため、名古屋テレビではそれらが未放送となった（雨天中止時は放送）。

### 番組終了以降
しかし、1988年に自社制作によるドラゴンズ情報番組『ドラゴンズ倶楽部』（司会：夏木ゆたか）が開始されたことやテレビ愛知開局により同局において対巨人以外の中日ビジターのナイターが多く生中継されるようになったことにより、当番組は1987年限りで幕を下ろした。
その後は、ビジターゲームの対阪神戦（朝日放送テレビ制作）、対広島戦（広島ホームテレビ制作）、交流戦の対日本ハム戦（北海道テレビ制作）などにおいて実況・解説を自社で差し替えて放送している（編成上の都合からいずれもデーゲームの生中継。放送枠や放映権料などの兼ね合いから年度やカードによっては放送がない場合もある他、人員の都合で『垂れ流し』になる場合もある）。

## 出演者
解説
鈴木武樹（明治大学教授）
高木益一（元中日ドラゴンズ・ロッテオリオンズ投手、スポーツニッポン記者、のち千葉ロッテマリーンズGM補佐）
水谷寿伸（元中日ドラゴンズ投手）
聞き手（名古屋テレビアナウンサー〈いずれも当時〉が担当）
岡田将雄、山崎昭、浅沼道郎、有川俊、山中宣英